# Rally México de 2008
El Rally México de 2008, fue la tercera ronda de la temporada 2008 del Campeonato Mundial de Rally. Se celebró del 29 de febrero al 2 de marzo y contó con 20 tramos cronometrados, aunque uno de ellos fue cancelado por razones de seguridad, ya que alrededor del camino se habían reunido muchos espectadores. Algunos tramos estuvieron a 2700 metros de altura, lo que significó una pérdida notable de poder en los motores debido a la baja presión atmosférica.
La prueba fue ganada por el ganador de la edición anterior, Sébastien Loeb. Antes del rally hubo una controversia con el equipo Citroën por un cambio de motor en su auto después de una falla mayor durante la etapa inicial del rally (shakedown), pero el equipo revirtió el cambio y con ello evitó un castigo de cinco minutos.
El piloto mexicano Ricardo Triviño fue descalificado durante el segundo día del evento por usar guantes de manejo no homologados. Se le permitió continuar después de que recurriera su caso con instancias superiores. Sin embargo, su petición fue denegada y fue excluido del evento, lo que resultó en que el debutante del campeonato mundial Sébastien Ogier obtuviera un punto en el campeonato de pilotos. Esa fue la primera vez en la historia del campeonato mundial que un piloto del campeonato junior obtuviera puntos en la clasificación general conduciendo un auto de rally Super 1600 de tracción delantera.

## Clasificación final
| Pos.     | Piloto             | Copiloto            | Automóvil              | Tiempo    | Diferencia | Puntos |
| WRC      | WRC                | WRC                 | WRC                    | WRC       | WRC        | WRC    |
| -------- | ------------------ | ------------------- | ---------------------- | --------- | ---------- | ------ |
| 1.       | Sébastien Loeb     | Daniel Elena        | Citroën C4 WRC         | 3:33:29.9 |            | 10     |
| 2.       | Chris Atkinson     | Stéphane Prévot     | Subaru Impreza WRC2007 | 3:34:36.0 | 1:06.1     | 8      |
| 3.       | Jari-Matti Latvala | Miikka Anttila      | Ford Focus RS WRC 07   | 3:35:09.6 | 1:39.7     | 6      |
| 4.       | Mikko Hirvonen     | Jarmo Lehtinen      | Ford Focus RS WRC 07   | 3:37:08.6 | 3:38.7     | 5      |
| 5.       | Henning Solberg    | Cato Menkerud       | Ford Focus RS WRC 07   | 3:38:27.8 | 4:57.9     | 4      |
| 6.       | Matthew Wilson     | Michael Orr         | Ford Focus RS WRC 07   | 3:39:58.8 | 6:28.9     | 3      |
| 7.       | Federico Villagra  | Jorge Pérez Companc | Ford Focus RS WRC 07   | 3:52:32.9 | 19:03.0    | 2      |
| DES      | Ricardo Triviño    | Sergio Salom        | Peugeot 206 WRC        | 3:54:47.2 | 21:17.3    | 1      |
| 8.       | Sebastien Ogier    | Julien Ingrassia    | Citroën C2 S1600       | 3:58:54.8 | 25:24.9    | 1      |
| JWRC     |                    |                     |                        |           |            |        |
| 1. (8.)  | Sebastien Ogier    | Julien Ingrassia    | Citroën C2 S1600       | 3:58:54.8 |            | 10     |
| 2. (9.)  | Jaan Mölder        | Frederic Miclotte   | Suzuki Swift S1600     | 4:00:26.7 | 1:31.9     | 8      |
| 3. (10.) | Michał Kościuszko  | Maciej Szczepaniak  | Suzuki Swift S1600     | 4:02:00.0 | 3:05.2     | 6      |
| 4. (12.) | Aaron Burkart      | Michael Kölbach     | Citroën C2 S1600       | 4:04:56.6 | 6:01.8     | 5      |
| 5. (13.) | Patrik Sandell     | Emil Axelsson       | Renault Clio S1600     | 4:06:40.5 | 7:45.7     | 4      |
| 6. (19.) | Shaun Gallagher    | Clive Jenkins       | Citroën C2 S1600       | 4:14:16.0 | 15:21.2    | 3      |
| 7. (22.) | Martin Prokop      | Jan Tománek         | Citroën C2 S1600       | 4:48:43.2 | 49:48.4    | 2      |
| 8. (23.) | Francesco Fanari   | Massimiliano Bosi   | Citroën C2 S1600       | 4:51:28.8 | 52:34.0    | 1      |

- Ref[7]